# SkyDSL
skyDSL es una marca europea de skyDSL Global GmbH, que actualmente es utilizada como vía de acceso a internet de banda ancha mediante satélite. skyDSL tiene amplia cobertura en Europa, en algunas partes del Oriente Medio y Norte de África.  La señal de skyDSL2+ es emitida por KA-SAT 9° Este. El equipo que utiliza es de Tooway / ViaSat.
Los costos de skyDSL como servicio de internet de banda ancha vía satélite son más altos en comparación con los costos de una DSL tradicional a través de cable de cobre o WiMAX. Para aquellas personas que viven en zonas rurales sin acceso a banda ancha, el satélite es la única manera de recibir internet de alta velocidad.

## skyDSL Unidireccional
La recepción de datos de internet de skyDSL son recibidos a una velocidad de hasta 36.000 kbits mediante un enlace satelital, mientras que el envío de datos es realizado mediande un teléfono (analógico / RDSI) o conexión de teléfono móvil u otros canales de retroalimentación, tales como DSL-Light. Para la recepción de datos, el usuario requiere una antena satelital.  El costo del canal de retorno puede ser ofrecido mediante tarifas planas o mediante la técnica de impulso de acoplamiento (técnica para reducir el tiempo de marcado en el envío de datos a través de RDSI).

## skyDSL2+ Bidireccional
Es un acceso bidireccional de alta velocidad a internet a partir de 26,90 €. A diferencia del sistema unidireccional, que requiere un canal de retorno (conexión telefónica o móvil), el sistema bidireccional de skyDSL2+ envía y recibe la información mediante una antena parabólica y un módem satelital.
Esta opción bidireccional se ha vuelto una revolución tecnológica en Europa, en lugares donde el DSL normal o WiMAX no es posible.
El equipo puede alquilarse o bien puede comprarse por 349 € y está compuesto de parrilla (antena satelital), transmisor/receptor, enlace entre instalaciones (cable) y módem satelital.